# Кабаш
Кабаш (мак. Кабаш) — вершина в центральній частині головного хребта смуги гори Кораб в Республіці Македонія. Його висота становить 2391 метр.

## Місцезнаходження
Розташована в центральній частині гори на гірському відгалуженні, що тягнеться на її східному схилі, повністю на території Македонії. Вершина Кабаш являє собою передостанню, четверту гірську вершину гірської гілки, яка починається і протікає на схід від вершини Боазі на головному хребті. Відповідно до розташування вершини Кабаш вона розташована в координатах 41°45'21" північної широти і 20 °34' 11" східної довготи, на північний захід від села Рибниця. Вершина Кабаш розташована відразу на південь над долиною річки Длабока-Река , характеризується дуже великою крутизною та гостротою, а її круті південні та північні схили перемежовуються дуже крутими трав’янистими кулуарами та скелями, які досягають самої вершини, тоді як на сході з’єднана з вершиною Рибницька Скала, а на заході з вершиною Црвен Камен (Гурі Куй). Велика крутість схилів, які ускладнюють підйом навіть влітку, а особливо в зимових умовах, надають Кабашу особливої привабливості, який разом з вершиною Рибницької Скали є двома з найбільш привабливих серед альпіністів і скелелазів часто відвідуваних і особливо відомих гірських вершин Кораба і в Македонії. На найвищій точці самої вершини встановлено залізний хрест, звідки відкривається вид на три найвищі вершини Кораба Голем і Малий Кораб і Малокорабську Стіну, а також на весь східний схил Корабського масиву.

## Галерея

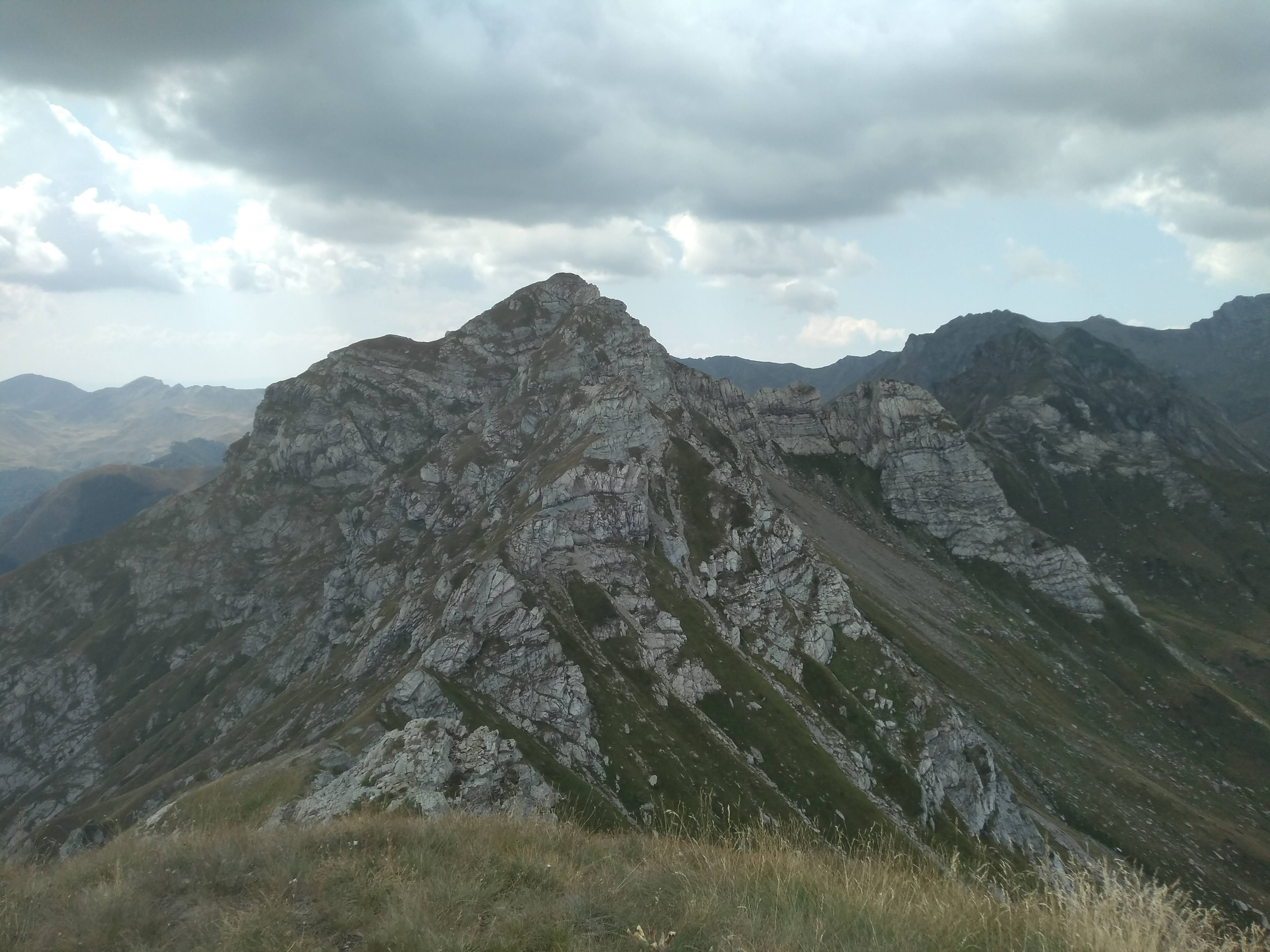
Вид на Кабаш зі сходу
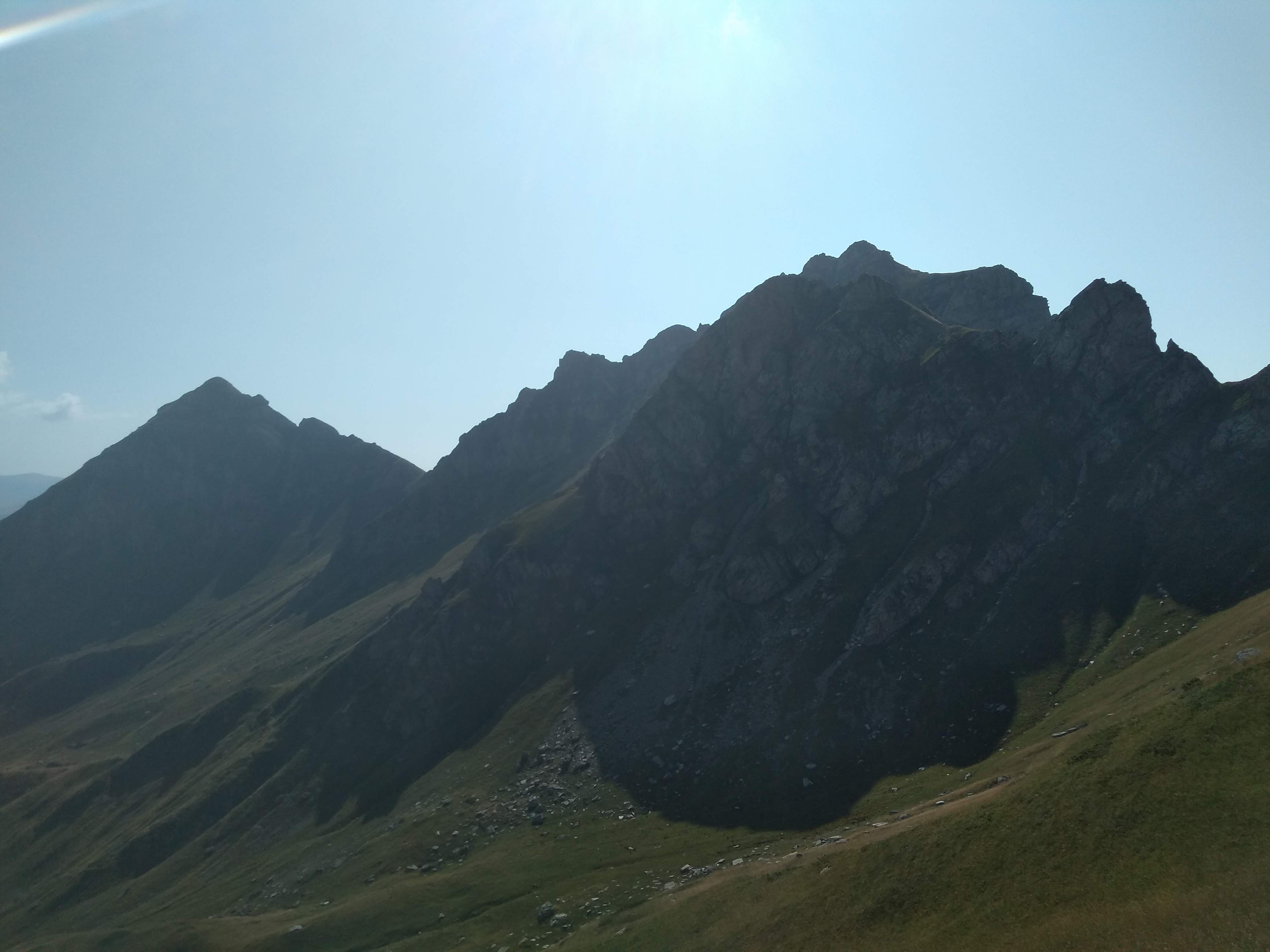
Вид на Кабаш, на передньому плані, праворуч і Рибницька Скала зліва
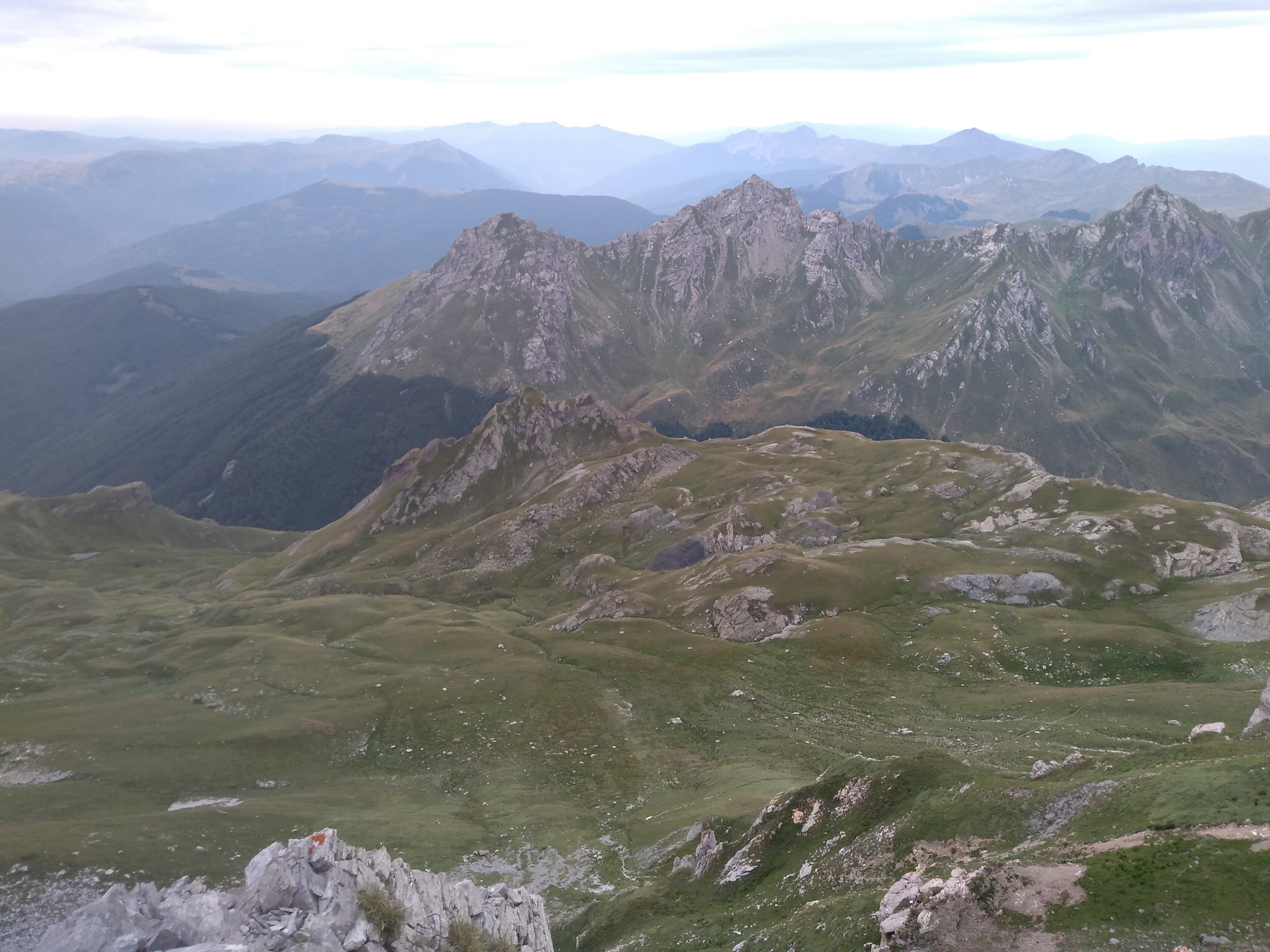
Вид на східну частину Кобилиного Поля з вершинами Рибницька Скала (ліворуч) і Кабаш (праворуч) на задньому плані
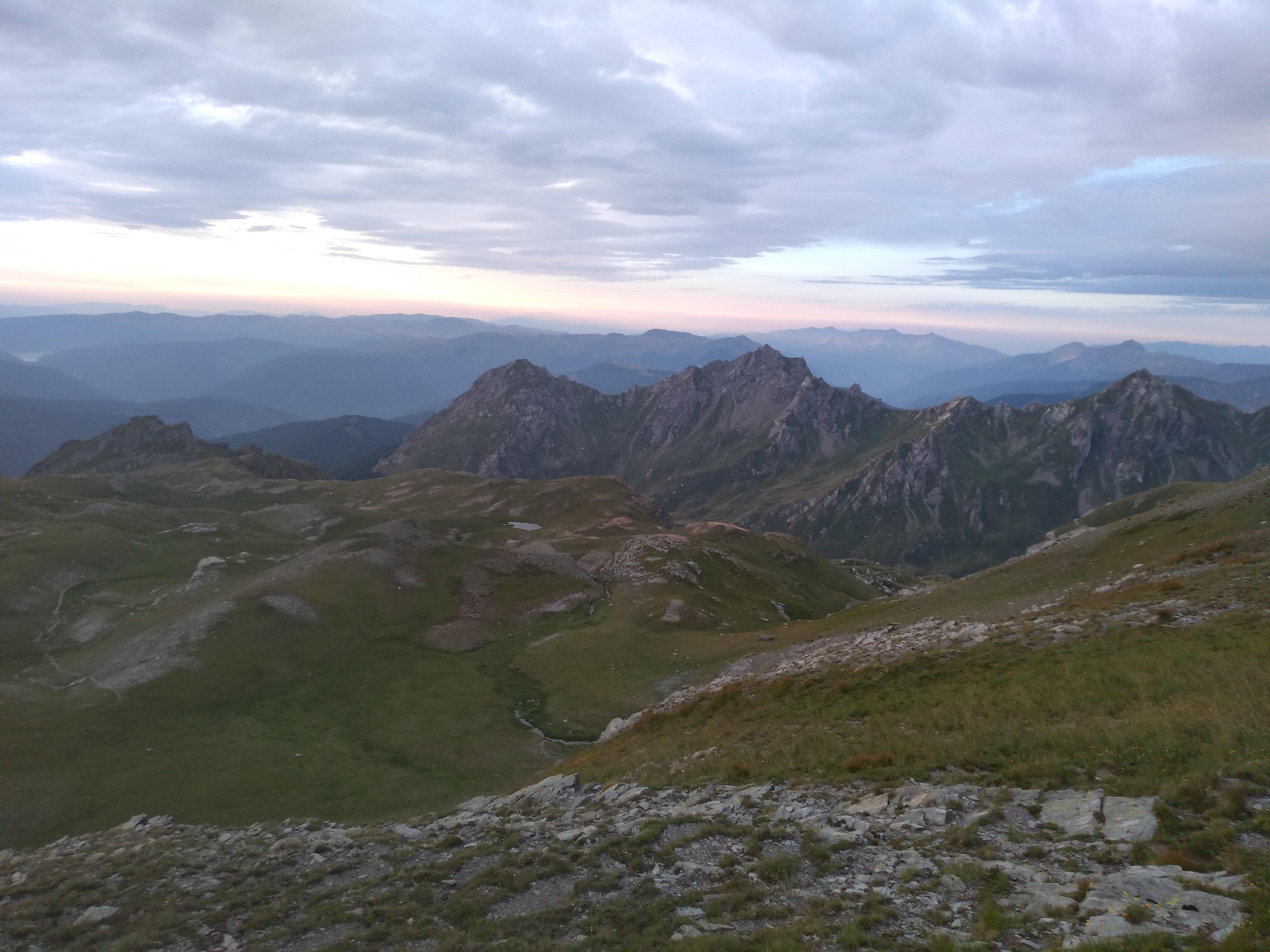
Рівнина крайньої західної частини Кобилиного Поля з вершинами Рибницької Скали та Кабашу на задньому плані
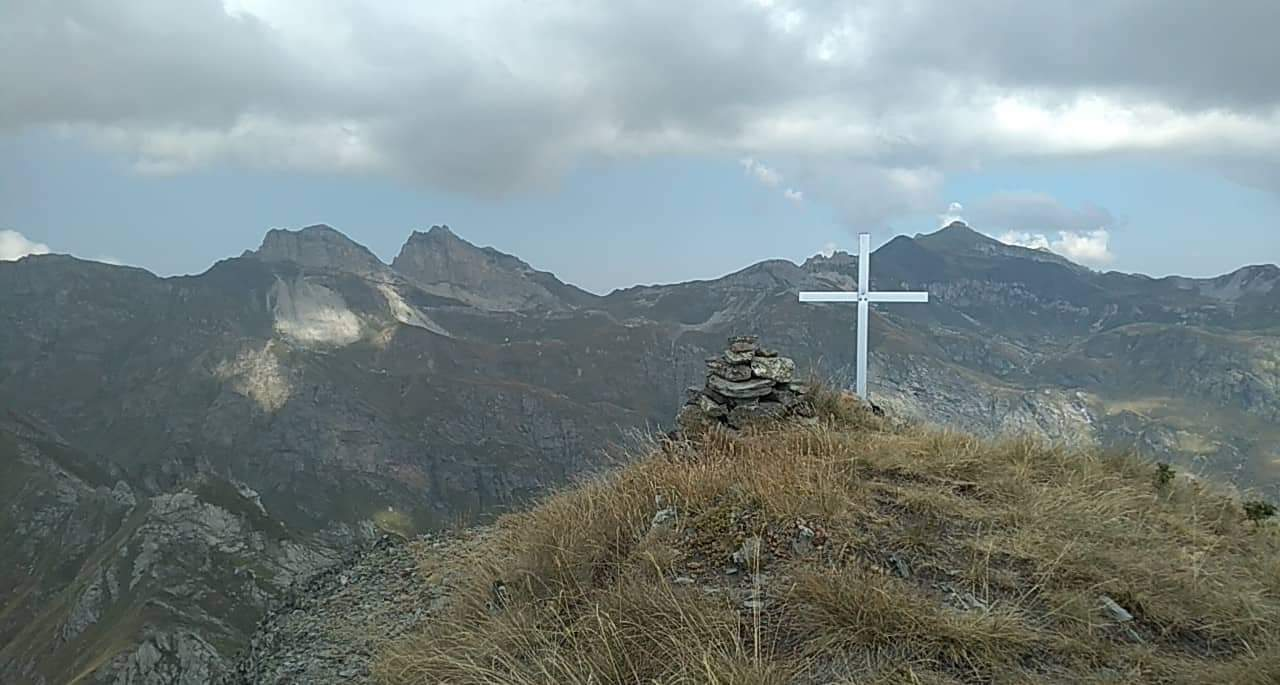
Залізний хрест, на найвищій точці Кабашу, на задньому плані видно найвищі вершини Кораб Малий Кораб (ліворуч), Малокорабська Стіна (посередині) та Голем Кораб (праворуч).
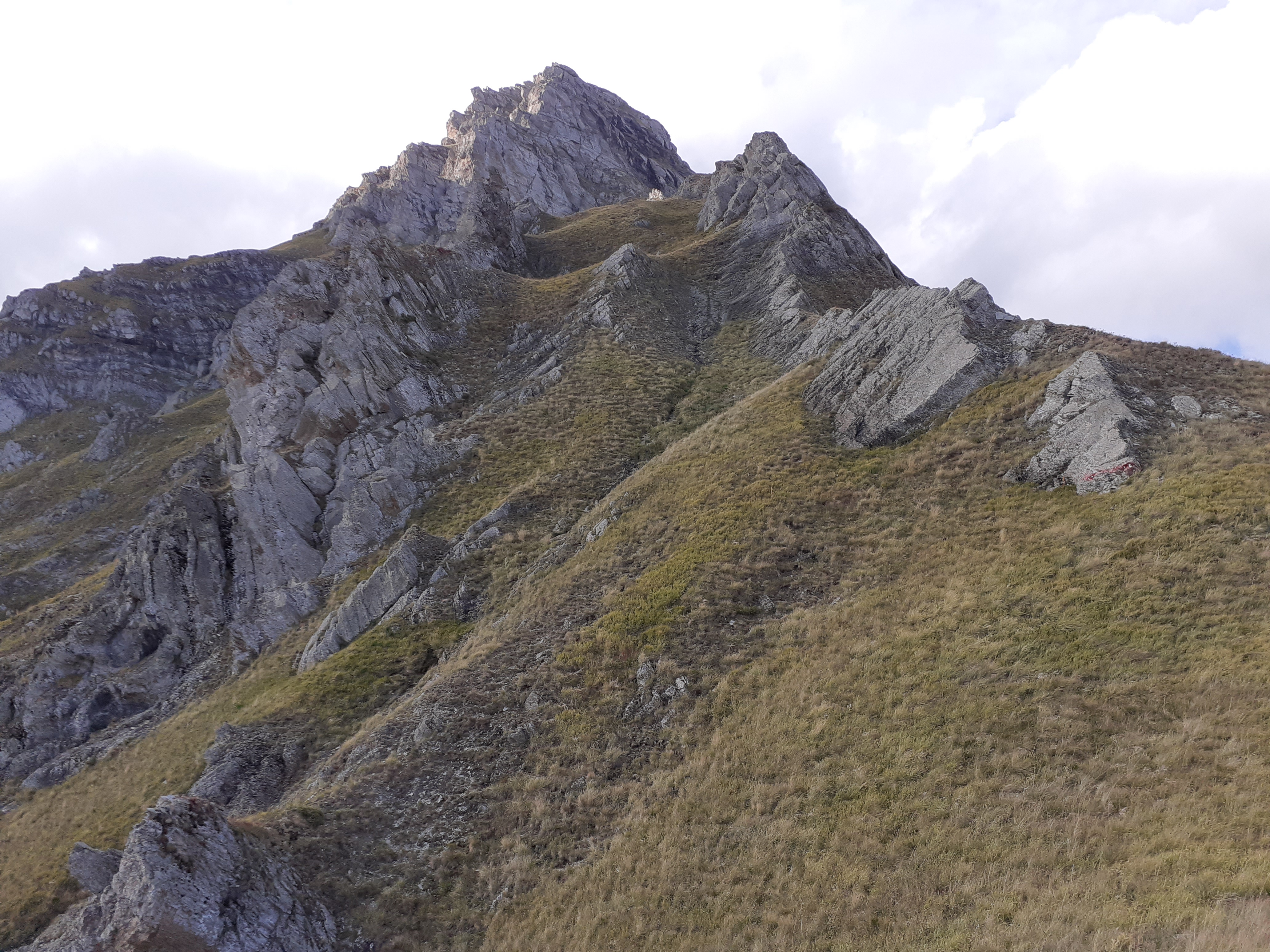
Вид на південний схил Кабашу